# Louise Tesdorpf
Emilie Louise Tesdorpf, auch: Luise, geb. Oppenheimer, Pseudonym Gabriel Strand (* 1. September 1835 in Lübeck; † 12. April 1919 ebenda) war eine deutsche Schriftstellerin.

## Leben und Wirken
Sie war das älteste Kind von Dr. jur. Georg Friedrich Ludwig Oppenheimer, der später Oberappellationsgerichtsrat am Oberappellationsgericht der vier Freien Städte zu Lübeck wurde. 1846 starb ihre Mutter, Emilie Johanne Elise Buchholz, Tochter des Lübecker Ratssyndikus Carl August Friedrich Buchholz (1785–1843) und der Catharina Eleonora Luise Tesdorpf († 1846). 1855 heiratete sie den aus der Lübecker Patrizierfamilie Tesdorpf stammenden Großkaufmann Hermann Matthäus Tesdorpf (1833–1868) in Rio de Janeiro. Nach dessen Suizid kehrte sie 1868 nach Europa zurück. Bis 1878 sorgte sie sich um die Erziehung ihrer drei Söhne Ludwig Tesdorpf, Paul Tesdorpf und Ernesto Tesdorpf, in Jena. Vier weitere Kinder waren jung gestorben.
Die auf Reisen im Ausland gewonnenen Eindrücke und das rege Geistesleben der Universitätsstadt Jena förderten ihren dichterischen Schaffenstrieb. In den Jahren 1868 bis 1878 entstand eine Reihe von Romanen, Novellen, Essays, die später in Zeitschriften und Zeitungs-Feuilletons Aufnahme fanden. Von 1878 bis 1888 kehrte sie nach Lübeck zurück und rief hier 1881 gemeinsam mit gleichgesinnten Frauen den Verein zur Förderung weiblicher Berufsbildung und Erwerbsthätigkeit ins Leben. 1887 unternahm sie eine halbjährige Reise nach Italien mit ihrem jüngsten Sohn und lebte anschließend bis 1891 bei ihm in Karlsruhe. Nachdem dort ein Feuer das Haus und ihre sämtlichen Manuskripte zerstört hatte, kehrte sie mit ihrem jüngsten Sohn Ernesto nach Lübeck zurück, wo sie in der Beckergrube 3 lebte.
Ein Teil ihrer Papiere kam als Kryptonachlass mit dem Nachlass ihres Sohnes Paul und ihrer Schwiegertochter Therese Tesdorpf-Sickenberger in die Bayerische Staatsbibliothek.

## Schriften
- Atalanta van der Hege: Roman. 1885
- Hadrian: eine Tragödie in 5 Aufzügen. Lübeck: Max Schmidt 1885.
- Julia Alpinula: Eine Tragödie in fünf Aufzügen. 1888
- Lorenzo Ganganelli: Schauspiel in fünf Aufzügen. 1891
- Werke. 5 Bände, Lübeck [oder] Berlin & Stuttgart, Verlag verschieden, [1885] – 1892